# 焦勖
焦勖（？—？），名一作勗，明末火器理论家，南直隸宁国（今安徽贵池）人。曾将传教士汤若望口授的欧洲火器科学技术，辑成《火攻挈要》，于崇祯十六年（1643年）刊印。著有《火攻挈要》一书，国家图书馆藏有原刊本的请抄本，全书分上下卷。